# Liste der Bodendenkmäler in Eschweiler
In der Liste der Bodendenkmäler in Eschweiler sind alle Bodendenkmäler im Gebiet der nordrhein-westfälischen Stadt Eschweiler aufgelistet. Grundlage ist die Denkmalliste B (Bodendenkmäler) mit Stand vom 4. Juli 2024. Die Nummerierung hier bezieht sich auf die laufende Nummerierung der amtlichen Liste.
| Nummer | Bodendenkmal                                            |
| ------ | ------------------------------------------------------- |
| 1      | Ehemaliges Zisterzienserinnenkloster, St. Jöris         |
| 2      | Ehemaliges Bergbaugebiet, Pumpe                         |
| 3      | Ehemaliges Bergbau- und Industriegebiet „Gute Hoffnung“ |
| 4      | Hangmotte Mühlenbongert, Kinzweiler                     |
| 6      | Burgwüstung, Wallanlage Alt Bovenberg                   |
| 7      | Motte Kalvarienberg, Kinzweiler                         |
| 8      | Nördlicher Teil einer römischen Villa, Hücheln          |
| 9      | Burg Röthgen                                            |
| 10     | Römische Villa Rustica Propsteier Wald                  |
| 11     | Römische Straße Rimburg–Stolberg, Abschnitt Eschweiler  |

## Quelle
1. ↑  PDF-Datei der Denkmalliste auf eschweiler.de, abgerufen am 1. Februar 2025